# ماكس كينغ
ماكس كينغ (بالإنجليزية: Max King)‏ هو عالم عقيدة أمريكي، ولد في 1930.